# セイジ・オザワ 松本フェスティバル
セイジ・オザワ 松本フェスティバル（セイジ・オザワ まつもとフェスティバル、Seiji Ozawa Matsumoto Festival, OMF）、旧称サイトウ・キネン・フェスティバル松本（Saito Kinen Festival, SKF, サイトウキネン）は、1992年から毎年8月、9月に長野県松本市で行われる音楽祭。2015年より『セイジ・オザワ 松本フェスティバル』に名称変更された。

## 概要
指揮は主に小澤征爾が行っていた。小澤死去後の2024年からは2022年に客演した沖澤のどかがOMF首席客演指揮者に就任した。
その他には、ケント・ナガノ（1997年）、秋山和慶（2004年、2018年）、大野和士（2004年、2013年）、飯守泰次郎（2004年）、ムスティスラフ・ロストロポーヴィチ（2005年）、アラン・ギルバート（2006年）、広上淳一（2007年）、下野竜也（2008年、2010年、2024年）、ロバート・マン (2009年）、山田和樹(2010年)、ディエゴ・マテウス(2011年、2018年 - 2019年)、ダニエル・ハーディング(2012年)、ステファヌ・ドゥネーヴ(2013年、2023年)、ファビオ・ルイージ(2014年 - 2017年、2019年)、ロバート・スパーノ(2015年)、ギル・ローズ(2015年) 、エリック・ミーリア(2016年)、ナタリー・シュトゥッツマン（2017年）、ケンショウ・ワタナベ（2018年）、ラデク・バボラーク（2019年、2024年）、シャルル・デュトワ（2021年、2022年）、アンドリス・ネルソンス（2022年）、ジョン・ウィリアムズ（2023年）らが客演した。2025年はアレクサンダー・ソディ、クリストフ・エッシェンバッハの客演が予定されている。
1999年、小澤征爾とサイトウ・キネン・フェスティバル松本実行委員会が、第47回菊池寛賞を受賞した。
2010年は、小澤征爾の病気療養のため、オペラ公演をオメール・メイア・ヴェルバー、オーケストラ公演を山田和樹、下野竜也が指揮した。小澤征爾は、オーケストラ公演の冒頭にてチャイコフスキーの弦楽セレナーデ第1楽章のみを指揮した。
2020年は、新型コロナウイルス(COVID-19)による世界的な感染拡大の影響を受けて、旧サイトウ・キネン・フェスティバル時代を含めて初めて開催が中止された。
2021年は当初開催を予定していたが、8月11日に松本圏域の新型コロナウイルス感染警戒レベルが引き上げられたことでプログラムを縮小、全国的な感染者数の高止まりが続いていることから2020年に引き続いて開催を中止することを8月24日に決定した。その後、8月27日にシャルル・デュトワが指揮するオーケストラコンサートの収録映像を本来の公演日時にYouTubeによる全世界配信を行った。
2022年はフェスティバル開幕30周年にあたる。通常の夏のフェスティバルに加え、11月に特別公演を松本と長野の2会場で開催した。夏、秋ともに指揮はしなかったが小澤征爾がカーテンコールに登壇した。
2023年は小澤征爾の招きを受け、ジョン・ウィリアムズが30年ぶりに来日してサイトウ・キネン・オーケストラと共演し、自作を指揮。両者は松本で公演ののち、東京で「ドイツ・グラモフォン創立125周年 Special Gala Concert」に出演。東京・サントリーホールでの公演は、「John Williams in Tokyo」として後日リリースされた。
2024年より、沖澤のどかがOMF首席客演指揮者に就任。オーケストラ コンサートで指揮を予定していたアンドリス・ネルソンスが健康上の理由により降板し、沖澤のどか、下野竜也、ラデク・バボラークが代役を務めた。また、この代役により沖澤はOMFオペラを降板し村上寿昭が指揮することとなった。
主な会場は1992年にオープンした長野県松本文化会館（キッセイ文化ホール）、2004年にオープンしたまつもと市民芸術館など。演目はオーケストラ、オペラ、室内楽と幅広い。2010年の武満徹メモリアルコンサートは、武満が作曲した映画音楽（主にジャズ）のコンサートであった。この年以降、ジャズのプログラムも組まれるようになった。また、教育プログラムとして長野県内の小学6年生をオーケストラ コンサートに、中学1年生をオペラに招待している。

## オーケストラ
桐朋学園大学で教鞭をとっていた齋藤秀雄に師事した演奏家、同大学出身の演奏家が集まり、音楽祭のために臨時に編成されるサイトウ・キネン・オーケストラ（略称＝SKO）が演奏する。現在ではサイトウ・キネン・オーケストラの団員に師事したものが団員となることもある。松本以外で公演することもある。

### 名称変更問題
20回目の開催となる2011年以降、毎年、松本でのフェスティバル後、同内容の公演を海外で行うことを計画。これにあたり、「外国人にはなかなか理解できない」（小澤征爾）という「サイトウ・キネン」からの名称変更を検討し、2010年12月7日から22日まで、公式サイトで広く意見を募った。「参考意見として集約したうえで、2011年3月までに改めて発表する」としていたが、3月11日に東日本大震災が発生したこともあり、発表は延期された。2011年の松本での全公演が終了した翌日の9月1日に名称変更しない決定に至った旨を発表。オーケストラメンバーとして「フェスティバル名称、オーケストラ名称とも変更しない方がよい」との意見で統一され、総監督の小澤も了承したという。名称変更しない理由として、「徹底的に音楽を探求する」という齋藤の信念を継承することや、2010年のカーネギー・ホール公演で認知度が飛躍的に向上したことなどを挙げた。この後、実行委員会、理事会での協議を経て、2012年3月には正式決定された。
しかし2014年、実行委員会は2015年から名称を『セイジ・オザワ松本フェスティバル』に変更することで合意した。名称変更後も小澤は総監督として続投し、楽団名も「サイトウ・キネン・オーケストラ」のまま変更しない。

## 主な公演
- 1992年 ストラヴィンスキー　歌劇「エディプス王」
- 1993年 オネゲル　劇的オラトリオ「火刑台上のジャンヌ・ダルク」
- 1994年 ヴェルディ　「レクイエム」
- 1995年 ストラヴィンスキー　歌劇「道楽者のなりゆき」
- 1996年 プーランク　喜歌劇「ティレジアスの乳房」
- 1997年 J.S.バッハ　マタイ受難曲
- 1998年 プーランク　歌劇「カルメル会修道女の対話」
- 1999年 ベルリオーズ　劇的物語「ファウストの劫罰」
- 2000年 J.S.バッハ　ミサ曲 ロ短調
- 2001年 ヤナーチェク　歌劇「イェヌーファ」
- 2002年 ブリテン　歌劇「ピーター・グライムズ」
- 2003年 ヴェルディ　歌劇「ファルスタッフ」
- 2004年 ベルク　歌劇「ヴォツェック」
- 2005年 シェーンベルク　「グレの歌」
- 2006年 メンデルスゾーン　オラトリオ「エリヤ」
- 2007年 チャイコフスキー　歌劇「スペードの女王」
- 2008年 ヤナーチェク　歌劇「利口な女狐の物語」
- 2009年 ブリテン　戦争レクイエム
- 2010年 R. シュトラウス 歌劇「サロメ」
- 2011年 バルトーク  歌劇「青ひげ公の城」、バレエ「中国の不思議な役人」
- 2012年 オネゲル　劇的オラトリオ「火刑台上のジャンヌ・ダルク」
- 2013年 ラヴェル 歌劇「こどもと魔法」、「スペインの時」
- 2014年 ヴェルディ 歌劇「ファルスタッフ」
- 2015年 ベルリオーズ 歌劇「ベアトリスとベネディクト」
- 2019年 チャイコフスキー 歌劇「エフゲニー・オネーギン」
- 2020年 新型コロナウイルス感染拡大のため中止
- 2021年 ラヴェル 組曲「マ・メール・ロワ」、ドビュッシー「海 ～3つの交響的スケッチ～」「牧神の午後への前奏曲」ストラヴィンスキー バレエ組曲「火の鳥（1919年版）」（新型コロナウイルス感染拡大のため、YouTubeによる生配信のみ)
- 2022年 モーツァルト 歌劇「フィガロの結婚」
- 2023年 オール・ジョン・ウィリアムズ・プログラム
- 2024年 ブラームス　交響曲全曲
- 2025年 ブリテン　歌劇「夏の夜の夢」

## 主な会場へのアクセス
- まつもと市民芸術館 - JR東日本、アルピコ交通　松本駅から徒歩15から20分。
- キッセイ文化ホール - 松本バスターミナルから浅間温泉行きなどのバスで約20分。
- 松本市音楽文化ホール(ザ・ハーモニー・ホール) - JR東日本大糸線島内駅から徒歩約3分